# Musée d’Art Moderne Grand-Duc Jean

Außenansicht des Museumsbaus mit Teil der alten Befestigungsanlage (2006)

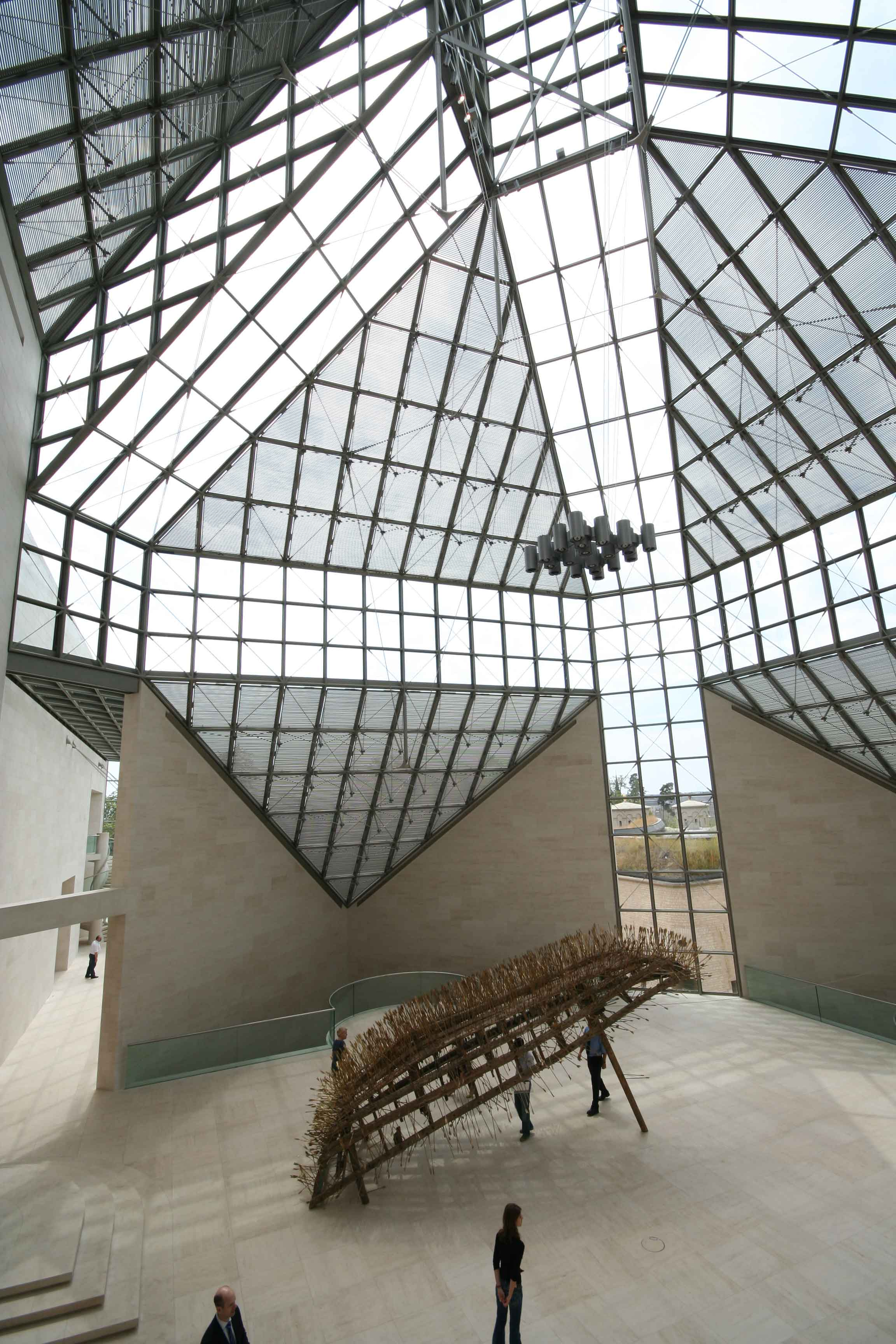
Große Halle im Museumsinneren

Das Musée d’Art Moderne Grand-Duc Jean, kurz Mudam, ist Luxemburgs Museum für moderne Kunst. Es befindet sich auf dem Gelände des Fort Thüngen (Dräi Eechelen) auf dem Kirchberg-Plateau in Luxemburg-Stadt. Das Mudam wird von der Fondation  Musée d’Art Moderne Grand-Duc Jean mit wesentlicher Förderung durch den luxemburgischen Staat verwaltet, Vorsitzende des Verwaltungsrats ist Großherzogin Maria Teresa von Luxemburg.
Architekt des am 1. Juli 2006 eröffneten Gebäudes ist Ieoh Ming Pei, weshalb das Museum im Volksmund auch als „Pei-Musée“ bekannt ist. Das Museum trägt den Namen Großherzog Jeans, Vater des derzeitigen Großherzogs Henri.

## Entstehung
Die Pläne, ein Museum für moderne Kunst zu errichten, entstanden Ende der 1980er Jahre, als deutlich wurde, dass in Luxemburg eine Plattform für solche Kunst fehle. Da Luxemburg 1995 Europäische Kulturhauptstadt werden sollte, bat die Regierung Santer den Architekten Ieoh Ming Pei um einen Plan für ein architektonisch herausragendes Museumsgebäude. Als Standpunkt wählte man das Fort Thüngen auf dem Kirchberg-Plateau, da Pei die Idee, Altes mit Neuem zu verbinden, gefiel.
Die ersten Pläne, die Pei Anfang der 1990er Jahre vorlegte, stießen auf starken Widerstand: Einigen war das Gebäude zu groß und zu teuer, andere fürchteten, das Museum werde die Reste des Fort Thüngen zerstören. Pei wurde beauftragt, einen Plan ohne das Gebäude der Dräi Eechelen zu entwickeln, und es wurde zugesichert, dass darin ein Festungsmuseum entstehe. 1996 wurde der Regierung Juncker-Poos ein Gesetzesprojekt für den Bau des Mudams vorgelegt, das am 17. Januar 1997 in Kraft trat. Fast genau zwei Jahre später, am 22. Januar 1999, wurde der Grundstein gelegt.
Der Bau des 88 Millionen Euro teuren Museums wurde durch einen Gerichtsprozess nochmals verzögert, so dass die Arbeiten erst 2006 abgeschlossen und das Museum am 1. Juli eröffnet wurde.

## Das Museum
Von 2000 bis 2008 war Marie-Claude Beaud Direktorin des Mudam. Ab 2001 stellte sie mit Hilfe einer Experten-Kommission die Sammlung zusammen. Die Ausstellungsstücke waren schon seit 1996 akquiriert worden und bauten auf keiner bestehenden Sammlung auf. Ein Großteil der Exponate kommt von luxemburgischen Künstlern oder aus den Nachbarländern. Zurzeit gibt es ungefähr 230 Werke von über 100 Künstlern, die in drei Etagen mit rund 3000 m² Ausstellungsfläche präsentiert werden. Viele davon sind Auftragsarbeiten, die so den Räumlichkeiten angepasst werden konnten.
Im Museum werden unterschiedliche Kunstgenres gezeigt, die sich über Malerei, Zeichnung, Fotografie, Multimedia, Mode, Design, Grafik und Ton bis Architektur erstrecken.
Etwa 30 Künstler wurden beim Projekt Be the Artists’ Guest mit eingebunden, bei dem sie ihre Werke integrieren konnten.
Im ersten Jahr nach der Eröffnung wurden mehr als 115.000 Besucher gezählt, Rekord für ein luxemburgisches Museum. Die im Gebäude integrierte Mudam Boutique bietet eine große Auswahl von Medien zeitgenössischer Kunst, Postkarten und Geschenkartikel von Spielzeug bis zu Designerstücken an. Das Mudam Café bietet eine Vielzahl glutenfreie vegetarische und vegane Speisen an.
Nachfolgedirektoren nach Marie-Claude Beaud waren von 2009 bis 2017 Enrico Lunghi und von 2018 bis Ende 2021 Suzanne Cotter. Seit April 2022 leitet Bettina Steinbrügge das Museum.

## Künstler aus der Sammlung
Alvar Aalto, Marina Abramović, Stephan Balkenhol, Bernd und Hilla Becher, Pierre Bismuth, Sophie Calle, Hussein Chalayan, Claude Closky, James Coleman, Tony Cragg, Richard Deacon, Mark Dean, Wim Delvoye, Stan Douglas, Jan Fabre, Ian Hamilton Finlay, Roland Fischer, Günther Förg, Gilbert & George, Nan Goldin, Andreas Gursky, Thomas Hirschhorn, Fabrice Hybert, William Kentridge, Mark Lewis, Richard Long, Michel Majerus, Christian Marclay, Martin Margiela, Steve McQueen, Bruce Nauman, Shirin Neshat, Albert Oehlen, Blinky Palermo, Philippe Parreno, Grayson Perry, Fiona Rae, Pipilotti Rist, Thomas Ruff, Thomas Scheibitz, Julian Schnabel, Cindy Sherman, Thomas Struth, Wolfgang Tillmans, Cy Twombly, Kara Walker.

## Ausstellungen
- Eldorado (Eröffnungsausstellung), 1. Juli 2006 – 20. November 2006.
- Michel Majerus (Europäische Retrospektive), 9. Dezember 2006 – 7. Mai 2007.
- Tomorrow Now – when design meets science fiction, 25. Mai 2007 – 24. September 2007.
- bloom! Experiments in Color Photography by Edward Steichen, 14. Juli 2007 – 3. September 2007
- Glenn Ligon: some changes 13. Oktober 2007 – 19. Februar 2008
- Mudam Guest House 07: François Boisrond, Marie Cool Fabio Balducci, Pascal Convert, Wim Delvoye, Thomas Demand, James P. Graham, Charles Kaisin, Vera Weisgerber, Simon Jacquard, Yazid Oulab, Jan Wangaard, 13. Oktober 2007 – 26. November 2007
- A propos des lieux d’origine, Portugal Agora (Panorama des portugiesischen zeitgenössischen Schaffens), 15. Dezember 2007 – 7. April 2008
- Michel Paysant – Nusquam, 15. Dezember 2007 – 7. April 2008
- Frédéric Prat, 6. März 2008 – 26. Mai 2008
- Out of Storage I – ausgewählte Gemälde der Sammlung: Rosson Crow, Dominique Gauthier, Peter Halley, Federico Herrero, Jonathan Lasker, Michel Majerus, Jean-Luc Moerman, Frank Nitsche, Albert Oehlen, Fiona Rae, Thomas Scheibitz, Juan Uslé, 6. März 2008 – 26. Mai 2008
- China Power Station: Part III: Cao Fei, Chen Qiulin, Chu Yun, Hu Xiangqian, Ji Weiyu, Kan Xuan, Liu Wei, Ou Ning, Qiu Anxiong, Xu Zhen, Xue Tao, Yang Fudong, Zhang Ding, Zhou Tao …, 26. April 2008 – 1. September 2008
- Candice Breitz – Be My Somebody, 26. April 2008 – 22. September 2008
- H Box, 14. Mai 2008 – 23. Juni 2008
- Grayson Perry – My Civilisation, 19. Juni 2008 – 22. September 2008
- Thomas Scheibitz – about 90 elements / Tod im Dschungel, 19. Juni 2008 – 22. September 2008
- Laurent Pariente, 3. Juli 2008 – 15. September 2008
- Nouvelles Formes, Pierre Charpin à Sèvres, 11. Oktober 2008 – 7. November 2008
- Ettore Sottsass & Sottsass Associati, 11. Oktober 2008 – 1. Dezember 2008
- John Lurie – Bones are on the Outside, 11. Oktober 2008 – 8. Dezember 2008
- Go East I – Mudam Collection supported by KBL European Private Bankers, 11. Oktober 2008 – 8. Dezember 2008
- ELO. Inner Exile – Outer Limits: Götz Arndt, Jean-Marie Biwer, Gast Bouschet & Nadine Hilbert, Simone Decker, Stina Fisch, Christian Frantzen, Tina Gillen, Tom Hermes, Paul Kirps, Yvan Klein, Filip Markiewicz (Raftside), Isabelle Marmann, Bertrand Ney, Moritz Ney, Antoine Prum, Dany Prum, Roland Quetsch, Pasha Rafiy, Saskia Raux & Marc Scozzai, Danielle Scheuer, Eric Schockmel, Jean-Louis Schuller, The Plug, Jeanine Unsen, Roger Wagner, Trixi Weis, Vera Weisgerber, Wennig & Daubach, 11. Oktober 2008 – 2. Februar 2009
- RRRIPP!! Paper Fashion, 11. Oktober 2008 – 8. Dezember 2008
- Ena Swansea, 11. Oktober 2008 – 2. Februar 2008
- Finns at Venini, 11. Oktober 2008 – 8. Dezember 2008
- Jochen Gerner – Home, 18. Dezember 2008 – 2. März 2009
- Laure Tixier – Plaid Houses im Rahmen des Projektes Home, 18. Dezember 2008 – 2. März 2009
- The Space of Words, 19. Februar 2009 – 25. Mai 2009
- Moving Stills im Rahmen des Mois Européen de la Photographie / Mutations II, 19. Februar 2009 – 25. Mai 2009
- Dominique Petitgand. La porte ne s’est pas ouverte (The door didn’t open), 19. Februar 2009 – 25. Mai 2009
- Beyond Kiosk. Modes of Multiplication, 15. März 2009 – 13. September 2009
- Nikolay Polissky. Large Hadron Collider im Rahmen von Habiter, 7. Mai 2009 – 13. September 2009
- Guillaume Leblon, 18. Juni 2009 – 13. September 2009
- Florian Pumhösl, 18. Juni 2009 – 13. September 2009
- Out of Storage II. Rythmes, 18. Juni 2009 – 13. September 2009
- Jerszy Seymour. Coalition of Amateurs, 18. Juni 2009 – 13. September 2009
- Claire Barclay, 10. Oktober 2009 – 3. Januar 2010
- Olivier Foulon, 10. Oktober 2009 – 3. Januar 2010
- Didier Marcel, 10. Oktober 2009 – 3. Januar 2010
- Tomás Saraceno, 10. Oktober 2009 – 3. Januar 2010
- Go East II. Mudam Collection supported by KBL European Private Bankers, 10. Oktober 2009 – 3. Januar 2010
- Damage Control, 2013/2014
- Alexandra Pirici & Manuel Pelmus Public Collection, 2. Juli 2016 – 10. Juli 2016
- Beatrice Gibson, 20. Februar 2016 – 29. Mai 2016
- Sarah Oppenheimer S-399390, 20. Februar 2016 – 29. Mai 2016
- Demien Deroubaix Picasso et Moi, 20. Februar 2016 – 29. Mai 2016
- Fiona Tan Geography of Time, 20. Februar 2016 – 29. Mai 2016
- Yuri Suzuki. Acoustic Pavilion: Experience Beauty through Sound, 27. April 2016 – 28. August 2016
- Flatland,  7. Oktober 2017 – 2. April 2018 Kuratorinnen: Marianne Derrien, Sarah Ihler-Meyer. Künstler: Laëtitia Badaut Haussmann, Francis Baudevin, Philippe Decrauzat, Marie-Michelle Deschamps, Angela Detanico / Rafael Lain, Hoël Duret, Sylvie Fanchon, Liam Gillick, Mark Hagen, Christian Hidaka, Sonia Kacem, Tarik Kiswanson, Vera Kox, Sarah Morris, Reinhard Mucha, Damián Navarro, Camila Oliveira Fairclough, Bruno Peinado, Julien Prévieux, Eva Taulois, John Tremblay, Pierre Vadi, Elsa Werth, Raphaël Zarka[3][4]

## Belege
1. ↑  Zum Bau und seiner Entstehung insgesamt kritisch Werner Sewing: Architektur: Samtener Beton. In: Die Zeit, 19. Juli 2006. Zur Architektur des Gebäudes Das Gebäude. Die Festung als Metapher. In: Mudam.lu.
2. ↑  Petra Mikutta: Luxemburg: Europa sitzt auf dem Kirchberg-Plateau.  (Seite nicht mehr abrufbar, festgestellt im Mai 2019. Suche in Webarchiven)  Info: Der Link wurde automatisch als defekt markiert. Bitte prüfe den Link gemäß Anleitung und entferne dann diesen Hinweis. In: Merian.de, September 2009.
3. ↑  Exhibition Flatland, Mudam, Luxembourg
4. ↑  Magali Lesauvage: L'abstraction se raconte au Mudam – 29 novembre 2017 – Le Journal des Arts – n° 490. (französisch, lejournaldesarts.fr [abgerufen am 4. August 2020]).

Koordinaten: 49° 37′ 1,5″ N, 6° 8′ 23,6″ O